# Efrajim ha-Kohén
Teljes nevén Efrajim ben Jaakov ha-Kohén zsidó tudós (Vilna, 1616  – Buda, 1678), rabbi a 17. század közepén. 12 éven keresztül – a magyarországi török hódoltság idejében – a budai közösség rabbija, rabbinikus bíróságának feje, aki saját jesiváját is megalapította Budán. Számos responzum szerzőjeként és a Talmud kiváló tudójaként szerzett hírnevet magának.

### Élete
Vilnában született 1616-ban. Már nagyapja megbecsült talmudtudós volt, illetve a Jeruzsálemben élő askenáz zsidók főrabbija. Ő maga szintén komoly talmudi jártasságra tett szert, nem csupán tanulmányai során, hanem gyakorlatban is, hiszen fiatalon lett az egyik vilnai rabbinikus bíróság (bét din) elnöke. Az orosz-svéd/lengyel háború (1656–1658) első évében menekülni kényszerült Morvaországba a Bohdan Hmelnickij által szított kozákok mészárlása elől. Itt hat évig élt. Először Trebitschben kapott ideiglenes menedéket, majd Mezricsben lett rabbi és egy jesiva vezetője.
Később továbbállt Prágába Talmudot tanítani, aztán Bécsbe. Innen pedig híre Budáig eljutott, a budai zsidók meghívták magukhoz. Ennek a meghívásnak eleget téve 1665-ben Budára költözött, 1666 májusában a közösség rabbija lett. A hitközség és Efrajim rabbi között akadtak azonban nézeteltérések. A tudására büszke rabbitekintély nehezen egyezett ki a saját hagyományaikhoz igen ragaszkodó budaiakkal, akiknek ráadásul sokáig csupán ideiglenes vezetőik voltak. Sokszor alakultak ki kicsinyes viták, például arról, ki tarthat ünnepi prédikációkat.
Mindenesetre a budai közösség sokat köszönhetett neki, hírnevüket öregbítette. „Ó-Budán fejtette ki Efrájim legnagyobb munkásságát a responzum-irodalom terén. A leghíresebb talmudisták kérdéseket intéztek hozzá és polemizáltak vele (…)”. Efrajim rabbi emlékezete végül úgy maradt meg, mint aki emberi és tanító-döntnök minőségében is kiválóan helyt állt. „Éles eszű, józan gondolkodású férfiú volt (…). Tudományával erényei vetekedtek. Békeszerető, türelmes mindenkivel szemben, de erényesen visszautasít minden támadást, mely csorbát ejthetne hivatalán. (…) Egyszerűségét híven visszaadja munkájának minden fölöslegest, sallangot kerülő nyelvezete.” Megkönnyítette a nők életét bizonyos döntéseivel: „Védelmére kel az olyan leánynak, kinem akar annak felesége lenni, kivel gyermekkorában beleegyezése nélkül jegyezték el. Megengedi a feleségnek az újólagos házasságot, ha eléggé bebizonyítottnak látja, hogy a férj megöletett vagy szerencsétlenül járt.”
Karrierje csúcsán felkérték, nagyapja nyomdokaiba lépve legyen askenázi főrabbi Jeruzsálemben. Minderre nem kerülhetett már sor, a magyarországi pestisjárvány során, 1678-ban meghalt.

### Családja
Rabbi Efrajimnak két lánya és két fia volt. Idősebb lánya, Neháma még Vilnában férjhez ment. A férj menekülés közben a kozákok kezébe került, többen tudni vélték, hogy meg is halt. Mire azonban a rabbi újra feleségül kívánta adni a lányát – aki egyébként minden ajánlatot visszautasított – a férfi épségben megkerült. Neháma fia volt Cvi Hirsch Askenázi, a Hakhám Cvi néven híressé vált rabbi.
Fiatalabb lánya, Eszter, prágai tanítványa, Schulhof Izsák felesége lett, aki apósa halála után a budai zsidó közösség egyik vezetője volt.
Fiai már Budán házasodtak, árva lányokat vettek nőül. Az egyik fiú házasságkötése kapcsán vitás helyzet alakult ki Efrajim rabbi és bizonyos közösségi tagok között, amely egészen odáig fajult, hogy nem akarták meghosszabbítani a rabbi szerződését. Ugyanis Uri Srágó Feis bécsi rabbi hozott korábbiakban egy rendeletet arról, hogy akinek van rokonsága a községben, az nem alkalmazható ott mint rabbi. Az eset nagy port kavart, Efrajim rabbi ennek megfelelően körültekintően járt el. Több külföldi rabbi véleményét is kikérte. Végül maga az említett határozat meghozója mentette fel a budai rabbit, aki így hivatalában maradt.
Végül két gyermeke sorsa tragikusan végződött: nagyobbik fia, Hizkijjahu pestisben veszett oda, Eszter pedig a Buda város 1686-os elfoglalását követő öldöklésben.

### Művei
1688-ban Sulzbachban adta ki apja responzumait kisebbik fia, Jehuda Arjé Leib Saar Efrajim (‛Efrajim kapuja’) címmel. Előszóban egy életrajzi összefoglalót is közölt apjáról. Kéziratban maradt homiletikai munkája (prédikációgyűjtemény) a Mahane Efrajim (‛Efrajim tábora’) címet viselte.